# ميكايلا رامازوتي
ميكايلا رامازوتي (بالإيطالية: Micaela Ramazzotti)‏ (مواليد 17 يناير 1979) ممثلة إيطالية، تشمل أفلامها فيلم «لا نون بريندري إيمغني ستاسيرا»، «الشيء الجميل الأول» فازت عن بجائزة ديفيد دي دوناتيلو لأفضل ممثلة عن دور فرانشيسكا في عام 2010.
ظهرت في مسلسل «قلب كبير للفتيات». كان رامازوتي يلقي عضو منتظم من العرض كريمين بيانكي.

## روابط خارجية
- ميكايلا رامازوتي على موقع IMDb (الإنجليزية)
- ميكايلا رامازوتي على موقع ميتاكريتيك (الإنجليزية)
- ميكايلا رامازوتي على موقع أول موفي (الإنجليزية)
- ميكايلا رامازوتي على موقع قاعدة بيانات الفيلم (الإنجليزية)